# Zethes
Zethes is een geslacht van vlinders van de familie spinneruilen (Erebidae), uit de onderfamilie Calpinae.

## Soorten
- Z. bella Draudt, 1950
- Z. bilineatus Pagenstecher, 1888
- Z. brandti Janzon, 1977
- Z. fuhoshona Strand, 1920
- Z. halcon Semper, 1901
- Z. hemicyclophora Turner, 1944
- Z. humilis Mabille, 1900
- Z. insularis Rambur, 1833
- Z. laudatus Pagenstecher, 1888
- Z. lava Pagenstecher, 1886
- Z. monotonus Wiltshire, 1969
- Z. multilinea Bethune-Baker, 1906
- Z. nagadeboides Strand, 1920
- Z. narghisa Brandt, 1938
- Z. nemea Brandt, 1938
- Z. peplaria Hübner, 1826
- Z. pericymatis Strand, 1920
- Z. sagittula (Heyden, 1891)
- Z. tawan Pagenstecher, 1886
- Z. variabilis Pagenstecher, 1888